# Pavel Sukhoi
Pavel Osipovich Sukhoi (em russo:  Павел Осипович Сухой; em bielorrusso:  Павел Восіпавіч Сухі) (Hlybokaye, 22 de julho de 1895 — Moscou, 15 de setembro de 1975) foi um engenheiro aeroespacial da União Soviética.